# 고래 기생충
고래 이(기생충)는 갑각류이다. 이름에 관계없이  이것은 진정한 이 ( 기생충 )가 아니라 의외로 더 얕은 물에서 발견되는 대부분의 종인 스켈레톤 새우와 관련이 있다 또 고도로 전문화된 페라카리단 갑각류 (암피포다목)의 작은 그룹 중 하나이다. 고래이(기생충)는 고래목(order Cetacea) 해양 포유동물의 피부 병변, 생식기 주름, 콧구멍 및 눈에서 발견되는 공생 외부 기생충이다. 여기에는 고래 뿐만 아니라 돌고래 와 돌고래무리 도 포함된다.

## 모습
고래이의 몸을 살펴보면 매우 평평하고 뒤쪽 몸체부분이 상당히 줄어있다. 다리, 특히 뒷쪽 3쌍의 다리는 숙주에게 달라붙는 발톱 모양이 튀어나와있는모습으로 발달했다. 길이는 5 to 25 밀리미터 (0.20 to 0.98 in) 으로 종에 따라 다르다.

## 생활사
대부분의 고래이 종은 단일 종의 고래와 관련이 있다. 고래 이(기생충)은 성장하는 동안 부모와 함께 머물며 자유 수영 단계를 경험하지 않는다. 특정 종의 고래이(기생충)와 특정 종의 고래 사이의 관계는 이빨고래보다 수염 고래 에서 더 뚜렷하지만, 거의 모든 고래 종에는 고유한 종이 있다. 향유고래의 기생 관계는 성별에 따라 다르다. 고래이 (Cyamus catodontis)는 수컷의 피부에만 서식하는 반면, 네오사이무스는 암컷과 성장기에서만 발견된다.
고래 이(기생충)는 바다의 물의 세기로부터 자신의 몸을 숨길수있는 안식처안에서 주로 숙주로 침투한다. 그래서 고래이(기생충)들은  자연적으로 발생한 고래몸의 구멍과 상처에서 주로 발견될 수 있다. 고래이(기생충)들은 주로 단독으로 다니는 고래안에서 발견된다.
고래이(기생충)의 일부 종에서는 고래 따개비가 들어오는것이 매우 중요한 역할을 한다. 참고래 에서 기생충은 주로 굳은살 (고래 머리에 융기된 굳은살 같은 피부 조각)에서 기생한다. 흰이 무리는 고래의 검은 피부와 대조를 이루며, 이 무리의 독특한 모양 때문에 연구자들이 개별 고래를 식별하는 데 도움이 된다.
이는 주로 숙주의 몸에 정착하는 조류를 먹는다. 그들은 일반적으로 숙주의 벗겨진 피부와 빈번한 상처 또는 열린 부위를 먹는다. 경미한 피부 손상을 일으키지만 심각한 질병으로 이어지지는 않는다.
고래이(기생충)의 진화모습은 은 고래의 생활 패턴과 밀접하고 유사한 모습이 있다. 다양한 이 종의 분포는 철새 패턴을 반영한다.

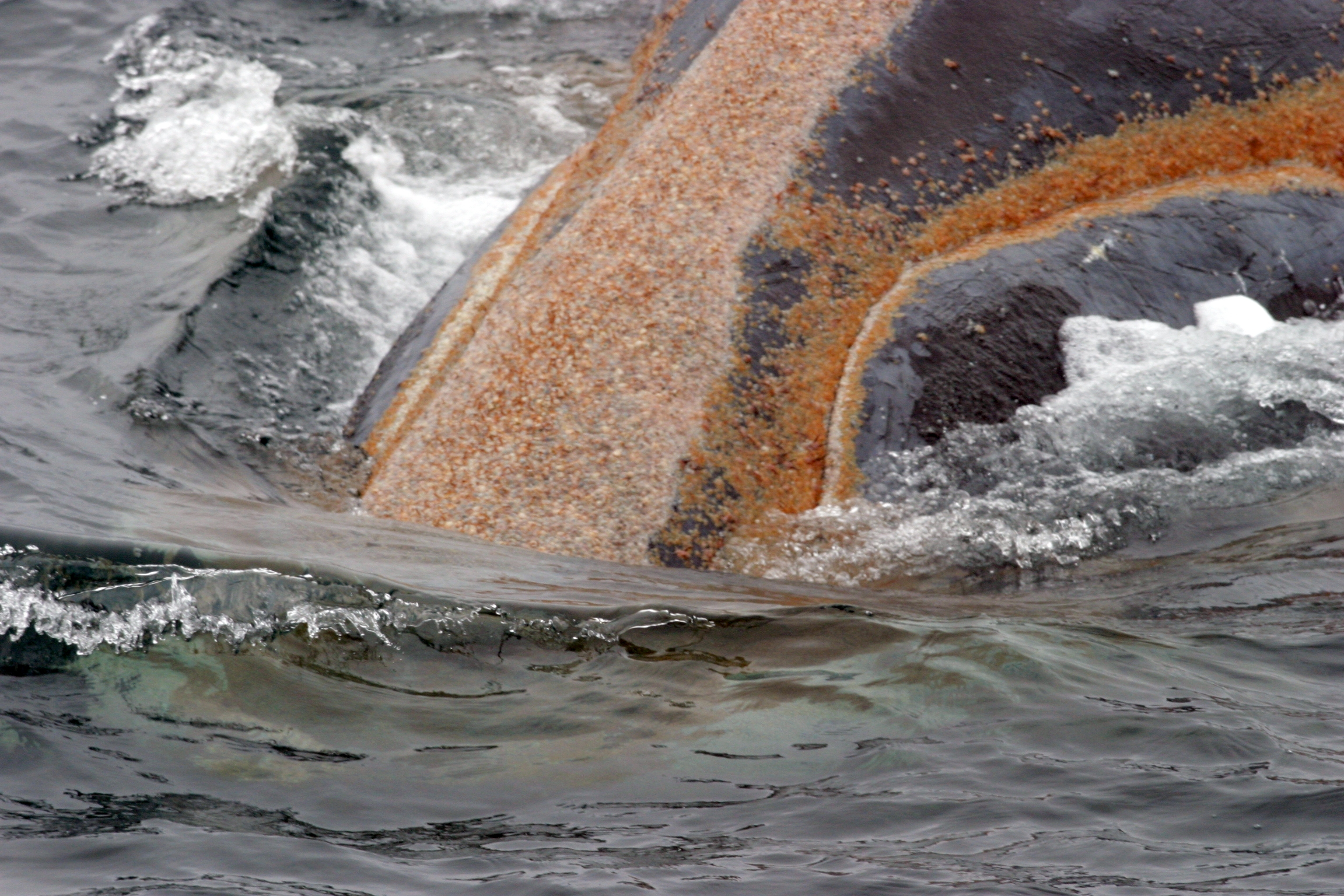
참고래의 주황 고래 이

## 종
현재 31종이 인정되고 있다: